# 帕芒济
帕芒济（法語：Pamandzi，法語發音：[pamɑ̃dzi]）是法国海外省马约特的一个市镇。

## 地理
帕芒济（12°47'56"S, 45°16'29"E）面积4.24 平方千米，位于法国海外省马约特东侧的珀蒂特特尔岛。
与帕芒济接壤的市镇（或旧市镇、城区）包括：藻德济、马穆楚。
帕芒济的时区为UTC+03:00。

## 行政
帕芒济的邮政编码为97615，INSEE市镇编码为97615。

## 政治
帕芒济所属的省级选区为帕芒济县，同时帕芒济也是该县的中央投票站所在地。

## 人口
帕芒济于2017时的人口数量为11442人。